# Design automobilístico
O Design automobilístico ou design automóvel visa a tornar os automóveis produtos de consumo com identidade própria, além de buscar aperfeiçoamentos técnicos como maior segurança, uso de materiais ecológicos, conforto e apelo visual. Nos dias atuais, o design de um automóvel é primordial para seu sucesso junto ao público alvo. Alguns conceitos de design foram tão eficientes que tornaram certos automóveis em ícones culturais ou de uma época.
O design automobilístico não só visa à aparência comercial como também se preocupa com conceitos de construção em geral. Por exemplo, como encaixar um motor v-12 em um carro de pequenas dimensões, mantendo os padrões de estética, praticidade e segurança.